# Campionato svizzero di football americano 2001
Il Campionato svizzero di football americano 2001 è stata la 16ª edizione dell'omonimo torneo, organizzato dalla SAFV.

## Squadre partecipanti
| Club                    | Città                 | Stadio | Sponsor ufficiale | Risultato nella stagione 2000 |
| ----------------------- | --------------------- | ------ | ----------------- | ----------------------------- |
| Bern Grizzlies          | Berna                 |        |                   | Quinto posto                  |
| Bienna Jets             | Bienne                |        |                   | Semifinalisti                 |
| Freiburg Sacristans     | Friburgo in Brisgovia |        |                   |                               |
| Geneva Seahawks         | Ginevra               |        |                   | Semifinalisti                 |
| Gladiators Beider Basel | Basilea               |        |                   | Campioni LNB                  |
| Landquart Broncos       | Landquart             |        |                   | Finalisti LNB                 |
| Lausanne Sharks         | Losanna               |        |                   | Semifinalisti LNB             |
| Seaside Vipers          | San Gallo             |        |                   | Vincitori XV Swiss Bowl       |
| Thun Tigers             | Thun                  |        |                   | Sesto posto                   |
| Winterthur Warriors     | Winterthur            |        |                   | Quarto posto LNB              |
| Zürich Renegades        | Zurigo                |        |                   | Finalisti                     |

## Stagione regolare

### Calendario

#### 1ª giornata
| 8 aprile 2001 | Gladiators Beider Basel | 32 – 6 | Freiburg Sacristans |  |

| 8 aprile 2001 | Lausanne Sharks | 26 – 14 | Geneva Seahawks |  |

#### 2ª giornata
| 22 aprile 2001 | Bienna Jets | 25 – 22 | Gladiators Beider Basel |  |

| 22 aprile 2001 | Geneva Seahawks | 3 – 6 | Bern Grizzlies |  |

#### 3ª giornata
| 29 aprile 2001 | Gladiators Beider Basel | 26 – 0 | Geneva Seahawks |  |

| 29 aprile 2001 | Bern Grizzlies | 20 – 7 | Winterthur Warriors |  |

#### 4ª giornata
| 6 maggio 2001 | Lausanne Sharks | 51 – 0 | Thun Tigers |  |

#### 5ª giornata
| 13 maggio 2001 | Landquart Broncos | 0 – 19 | Zürich Renegades |  |

| 13 maggio 2001 | Winterthur Warriors | 0 – 41 | Lausanne Sharks |  |

| 13 maggio 2001 | Thun Tigers | 0 – 54 | Gladiators Beider Basel |  |

#### 6ª giornata
| 20 maggio 2001 | Geneva Seahawks | 27 – 0 | Freiburg Sacristans |  |

| 20 maggio 2001 | Lausanne Sharks | 32 – 12 | Landquart Broncos |  |

| 20 maggio 2001 | Bern Grizzlies | 24 – 7 | Bienna Jets |  |

| 20 maggio 2001 | Gladiators Beider Basel | 36 – 0 | Zürich Renegades |  |

#### 7ª giornata
| 26 maggio 2001 | Freiburg Sacristans | 33 – 0 | Winterthur Warriors |  |

| 27 maggio 2001 | Zürich Renegades | 20 – 11 | Geneva Seahawks |  |

| 27 maggio 2001 | Landquart Broncos | 15 – 12 | Bern Grizzlies |  |

| 27 maggio 2001 | Bienna Jets | 46 – 27 | Lausanne Sharks |  |

#### 8ª giornata
| 4 giugno 2001 | Landquart Broncos | 28 – 70 | Gladiators Beider Basel |  |

#### 9ª giornata
| 10 giugno 2001 | Geneva Seahawks | 0 – 17 | Landquart Broncos |  |

| 10 giugno 2001 | Thun Tigers | 2 – 21 | Freiburg Sacristans |  |

| 10 giugno 2001 | Winterthur Warriors | 18 – 34 | Bienna Jets |  |

#### 10ª giornata
| 17 giugno 2001 | Thun Tigers | 0 – 18 | Geneva Seahawks |  |

| 17 giugno 2001 | Zürich Renegades | 54 – 0 | Winterthur Warriors |  |

| 17 giugno 2001 | Landquart Broncos | 0 – 22 | Bienna Jets |  |

| 17 giugno 2001 | Gladiators Beider Basel | 22 – 14 | Lausanne Sharks |  |

#### 11ª giornata
| 24 giugno 2001 | Lausanne Sharks | 16 – 20 | Zürich Renegades |  |

| 24 giugno 2001 | Winterthur Warriors | 0 – 54 | Gladiators Beider Basel |  |

| 24 giugno 2001 | Freiburg Sacristans | 20 – 28 | Landquart Broncos |  |

| 24 giugno 2001 | Bienna Jets | 32 – 9 | Thun Tigers |  |

#### 12ª giornata
| 1º luglio 2001 | Freiburg Sacristans | 6 – 44 | Bern Grizzlies |  |

| Steffisburg 1º luglio 2001 | Thun Tigers | 13 – 30 | Landquart Broncos | Sportplatz Schönau |

#### 13ª giornata
| 8 luglio 2001 | Geneva Seahawks | 34 – 0 | Winterthur Warriors |  |

| 8 luglio 2001 | Thun Tigers | 0 – 50 | Zürich Renegades |  |

| 8 luglio 2001 | Bern Grizzlies | 28 – 14 | Lausanne Sharks |  |

#### Bye 1
| 15 luglio 2001 | Bern Grizzlies | 41 – 3 | Thun Tigers |  |

| Hvidovre 15 luglio 2001 | Freiburg Sacristans | 13 – 32 | Lausanne Sharks | Hvidovre Stadion |

| Witikon 15 luglio 2001 | Zürich Renegades | 8 – 20 | Bienna Jets | Sportplatz Looren |

#### Bye 2
| 19 agosto 2001 | Landquart Broncos | 55 – 0 | Winterthur Warriors |  |

| 19 agosto 2001 | Freiburg Sacristans | 12 – 49 | Bienna Jets |  |

| 19 agosto 2001 | Bern Grizzlies | 0 – 31 | Zürich Renegades |  |

#### 14ª giornata
| 26 agosto 2001 | Gladiators Beider Basel | 20 – 0 | Bern Grizzlies |  |

| 26 agosto 2001 | Winterthur Warriors | 0 – 51 | Thun Tigers |  |

| 26 agosto 2001 | Zürich Renegades | 51 – 0 | Freiburg Sacristans |  |

| 26 agosto 2001 | Bienna Jets | 50 – 0 | Geneva Seahawks |  |

### Classifica
La classifica della regular season è la seguente:
- PCT = percentuale di vittorie, G = partite giocate, V = partite vinte, P = partite perse, PF = punti fatti, PS = punti subiti
- La qualificazione ai playoff è indicata in verde (i Seaside Vipers sono qualificati di diritto)

| Pos. | Squadra                 | PCT  | G | V | P | PF  | PS  |
| ---- | ----------------------- | ---- | - | - | - | --- | --- |
| 1    | Gladiators Beider Basel | .889 | 9 | 8 | 1 | 336 | 73  |
| 2    | Bienna Jets             | .889 | 9 | 8 | 1 | 285 | 120 |
| 3    | Zürich Renegades        | .778 | 9 | 7 | 2 | 253 | 83  |
| 4    | Bern Grizzlies          | .667 | 9 | 6 | 3 | 175 | 106 |
| 5    | Lausanne Sharks         | .556 | 9 | 5 | 4 | 253 | 155 |
| 6    | Landquart Broncos       | .556 | 9 | 5 | 4 | 185 | 188 |
| 7    | Geneva Seahawks         | .333 | 9 | 3 | 6 | 107 | 145 |
| 8    | Freiburg Sacristans     | .333 | 9 | 2 | 7 | 111 | 265 |
| 9    | Thun Tigers             | .111 | 9 | 1 | 8 | 78  | 297 |
| 10   | Winterthur Warriors     | .000 | 9 | 0 | 9 | 25  | 376 |

## Playoff

### Tabellone
|  | Wild Card | Wild Card        | Wild Card        |                  |                         | Semifinali              | Semifinali              | Semifinali |  |  | XVI Swiss Bowl | XVI Swiss Bowl | XVI Swiss Bowl |  |
|  |           |                  |                  |                  |                         |                         |                         |            |  |  |                |                |                |  |
|  |           |                  |                  |                  |                         | 1                       | Gladiators Beider Basel | 23         |  |  |                |                |                |  |
|  |           |                  |                  |                  |                         | 1                       | Gladiators Beider Basel | 23         |  |  |                |                |                |  |
|  |           |                  |                  | Seaside Vipers   | 6                       |                         |                         |            |  |  |                |                |                |  |
|  | 5         | Lausanne Sharks  | 0                | Seaside Vipers   | 6                       |                         |                         |            |  |  |                |                |                |  |
|  | 5         | Lausanne Sharks  | 0                |                  |                         |                         |                         |            |  |  |                |                |                |  |
|  | WC        | Seaside Vipers   | 35               |                  |                         |                         |                         |            |  |  |                |                |                |  |
|  | WC        | Seaside Vipers   | 35               |                  | Gladiators Beider Basel | Gladiators Beider Basel | 14                      |            |  |  |                |                |                |  |
|  |           |                  |                  |                  |                         |                         |                         |            |  |  |                |                |                |  |
|  |           |                  | Zürich Renegades | Zürich Renegades | 27                      |                         |                         |            |  |  |                |                |                |  |
|  |           |                  |                  | Zürich Renegades | 27                      |                         |                         |            |  |  |                |                |                |  |
|  |           |                  |                  |                  |                         |                         |                         |            |  |  |                |                |                |  |
|  |           |                  |                  |                  |                         |                         |                         |            |  |  |                |                |                |  |
|  |           | 3                | Zürich Renegades | 16               |                         |                         |                         |            |  |  |                |                |                |  |
|  |           |                  |                  | 16               |                         |                         |                         |            |  |  |                |                |                |  |
|  |           |                  |                  | Bienna Jets      | 13                      |                         |                         |            |  |  |                |                |                |  |
|  | 3         | Zürich Renegades | 51               | Bienna Jets      | 13                      |                         |                         |            |  |  |                |                |                |  |
|  | 3         | Zürich Renegades | 51               |                  |                         |                         |                         |            |  |  |                |                |                |  |
|  | 4         | Bern Grizzlies   | 0                |                  |                         |                         |                         |            |  |  |                |                |                |  |

### Wild Card
| 2 settembre 2001 | Zürich Renegades | 51 – 0 | Bern Grizzlies |  |

| 2 settembre 2001 | Lausanne Sharks | 0 – 35 | Seaside Vipers |  |

### Semifinali
| 9 settembre 2001 | Gladiators Beider Basel | 23 – 6 | Seaside Vipers |  |

| 9 settembre 2001 | Bienna Jets | 13 – 16 | Zürich Renegades |  |

### XVI Swiss Bowl
| Basilea 22 settembre 2001 | Zürich Renegades | 27 – 14 | Gladiators Beider Basel |  |

## Verdetti
- Zürich Renegades Campioni di Svizzera 2001